# Матчи сборной СССР по футболу 1990
| Все матчи в 1990 году |                          |                |
| Тов.                  | Колумбия — СССР          | 0:0 (4:2 пен.) |
| Тов.                  | Коста-Рика — СССР        | 1:2            |
| Тов.                  | США — СССР               | 1:3            |
| Тов.                  | СССР — Голландия         | 2:1            |
| Тов.                  | Ирландия — СССР          | 1:0            |
| Тов.                  | Израиль — СССР           | 3:2            |
| ЧМ-90                 | Румыния — СССР           | 2:0            |
| ЧМ-90                 | Аргентина — СССР         | 2:0            |
| ЧМ-90                 | Камерун — СССР           | 0:4            |
| Тов.                  | СССР — Румыния           | 1:2            |
| Отб. к ЧЕ-92          | СССР — Норвегия          | 2:0            |
| Отб. к ЧЕ-92          | Италия — СССР            | 0:0            |
| Тов.                  | США — СССР               | 0:0            |
| Тов.                  | Тринидад и Тобаго — СССР | 0:2            |
| Тов.                  | Гватемала — СССР         | 0:3            |
| Итого в 1990 году     |                          |                |
| И В Н П М             |                          |                |
| 15 7 3 5 21−13        |                          |                |

Товарищеский турнир (кубок «Мальборо»)
| 20 февраля, 1990 | \| Колумбия \| 0 : 0 (по пенальти — 4:2) \| СССР \| | Стадион: Колизеум, Лос-Анджелес Зрителей: 18 000 Судья: Анджело Братсис |
| Составы: Колумбия: Игита, Мендоса, Гомес, Фернандо Эррера, Карлос Переа (к), Альварес, Ринкон, Кабрера, Игуаран, Редин (Фахардо, 64), Герреро. СССР: Вик. Чанов, Бессонов (В. Тищенко, 46), О. Кузнецов (к), Зыгмантович, Лужный (Колыванов, 89), Рац, Черенков, Литовченко, Яремчук (Татарчук, 64), Протасов, Родионов. Пенальти реализовали: Мендоса, Герреро, Ринкон, Игита; Протасов, Родионов. Не реализовали: Кабрера; Колыванов, Литовченко. Предупреждения: Ринкон (15), Кабрера (67); Тищенко (55), Рац (73). |                                                     |                                                                         |
| Колумбия | 0 : 0 (по пенальти — 4:2)                           | СССР                                                                    |

Товарищеский турнир (кубок «Мальборо»)
| 22 февраля, 1990 | \| Коста-Рика \| 1 : 2 \| СССР \| \| Кайассо 35' \| Голы \| Литовченко 68' Черенков 77' \| | Стадион: Колизеум, Лос-Анджелес Зрителей: 20 000 Судья: Анджело Братсис |
| Составы: Коста - Рика: Конехо, Гарро, Флорес (к), Марчена (Монтеро, 74), Камачо, Обандо, Чаваррия (Р. Марин, 77), Кайяссо, Диас, Медфорд, Коронадо. СССР: Вик. Чанов, Лужный, О. Кузнецов (к), Цвейба, Зыгмантович (В. Тищенко, 79), Рац, Яремчук (Татарчук, 79), Литовченко, Черенков, Протасов, Родионов (Колыванов, 66). Примечание: О. Протасов не реализовал пенальти (86, мимо). |                                                                                            |                                                                         |
| Коста-Рика | 1 : 2                                                                                      | СССР                                                                    |
| Кайассо 35' | Голы                                                                                       | Литовченко 68' Черенков 77'                                             |

Товарищеский матч
| 24 февраля, 1990 | \| США \| 1 : 3 \| СССР \| \| Харкс 42'-п. \| Голы \| Бессонов 29' Черенков 45' Протасов 68' \| | Стадион: Стенфорд, Пало-Альто Зрителей: 61 000 Судья: В. Мауро |
| Составы: США: Меола, Армстронг (Тритшах, 52), Уиндишман, Дойл, Бэнкс (Калигиури, 55), Столмайер, Рамос, Харкс, Мюррей (Крумпе, 78), Винальда (Айхман, 74), Вермес. СССР: Вик. Чанов, Бессонов (к), О. Кузнецов, Зыгмантович (В. Тищенко, 74), Лужный, Рац, Цвейба, Яремчук, Черенков, Колыванов (Протасов, 46), Родионов (Татарчук, 78). Предупреждения: Дойл; Зыгмантович, Бессонов, Вик. Чанов. |                                                                                                 |                                                                |
| США | 1 : 3                                                                                           | СССР                                                           |
| Харкс 42'-п. | Голы                                                                                            | Бессонов 29' Черенков 45' Протасов 68'                         |

Товарищеский матч
| 28 марта, 1990 | \| СССР \| 2 : 1 \| Нидерланды \| \| Протасов 42'-п. Лютый 80' \| Голы \| Куман 69'-п. \| | Стадион: Республиканский, Киев Зрителей: 85 000 Судья: Шандор Пуль |
| Составы: СССР: Дасаев (к), Горлукович, Хидиятуллин, О. Кузнецов, Родионов (Яковенко, 46), Рац, Алейников (Зыгмантович, 46), Литовченко, Черенков, Протасов (Лютый, 61), Бородюк. Нидерланды: Ван Брекелен, Стуринг, Рутьес, Р. Куман, Фресер, Воутерс, Вичге, Ван т'Схип (Лаамерс, 81), Босман (Ван Лоен, 55), Кифт, Пинер (Эйкелькамл, 25). |                                                                                           |                                                                    |
| СССР | 2 : 1                                                                                     | Нидерланды                                                         |
| Протасов 42'-п. Лютый 80' | Голы                                                                                      | Куман 69'-п.                                                       |

Товарищеский матч
| 25 апреля, 1990 | \| Ирландия \| 1 : 0 \| СССР \| \| Стонтон 59' \| Голы \| \| | Стадион: Лэнсдаун Роуд, Дублин Зрителей: 44 000 Судья: А. Клейнайтис |
| Составы: Ирландия: Пейтон, Моррис (Хьютон, 75), Стаунтон, Маккарти, 0'Лири (Моран, 79), Уоддок, Макграф, Таунсенд, Куинн, Келли, Шиди. СССР: Уваров, Фокин, Хидиятуллин, О. Кузнецов (к), Горлукович, В. Тищенко, Зыгмантович, Брошин (Черенков, 76), Бородюк, Лютый (Ю. Савичев, 70), Беланов. Предупреждения: Таунсенд, Келли, Уваров. |                                                              |                                                                      |
| Ирландия | 1 : 0                                                        | СССР                                                                 |
| Стонтон 59' | Голы                                                         |                                                                      |

Товарищеский матч
| 16 мая, 1990 | \| Израиль \| 3 : 2 \| СССР \| \| Малмилиан 18' Левин 31' Банин 69' \| Голы \| Литовченко 27' Михайличенко 42' \| | Стадион: Рамат-Ган, Тель-Авив Зрителей: 50 000 Судья: Франс ван ден Вийнгарт |
| Составы: Израиль: Гиларди, Амар, Хадад, Барда, Аарони, Давиди, Синай, Мальмилиан (Илуз, 89), Банин, Клингер (Хазан, 55), Левин (Я. Коэн, 60). СССР: Вик. Чанов, Шматоваленко, Цвейба (Хидиятуллин, 46), О. Кузнецов, Демьяненко (к), Рац, Михайличенко (Фокин, 76), Литовченко, Яремчук (Зыгмантович, 46), Протасов, Шмаров. | |                                                                              |
| Израиль | 3 : 2 | СССР                                                                         |
| Малмилиан 18' Левин 31' Банин 69' | Голы | Литовченко 27' Михайличенко 42'                                              |

Матч группового этапа ЧМ-1990
| 9 июня, 1990 | \| Румыния \| 2 : 0 \| СССР \| \| Лэкэтуш 41',54'-п. \| Голы \| \| | Стадион: Сан-Никола, Бари Зрителей: 42 900 Судья: Хуан Кардельино |
| Составы: Румыния: Лунг, Редник, Андоние, Г. Попеску, Клейн, Ротариу, Тимофте, Сабэу, Лупеску, Лэкэтуш (И. Думитреску, 87), Рэдучою (Балинт, 80). СССР: Дасаев (к), Бессонов, Хидиятуллин, О. Кузнецов, Горлукович, Рац, Алейников, Литовченко (Яремчук, 66). Заваров, Протасов, Добровольский (Бородюк, 76). Предупреждения: Лэкэтуш (43); Хидиятуллин (10). |                                                                    |                                                                   |
| Румыния | 2 : 0                                                              | СССР                                                              |
| Лэкэтуш 41',54'-п. | Голы                                                               |                                                                   |

Матч группового этапа ЧМ-1990
| 13 июня, 1990 | \| Аргентина \| 2 : 0 \| СССР \| \| Трольо 27' Бурручага 79' \| Голы \| \| | Стадион: Сан-Паоло, Неаполь Зрителей: 55 800 Судья: Эрик Фредрикссон |
| Составы: Аргентина: Пумпидо (Гойкоэчеа, 10), Симон, Монсон (Лоренцо, 77), Серрисела, Батиста, Басуалдо, Бурручага, Олартикоэчеа, Каниджиа, Марадона, Трольо. СССР: Уваров, Бессонов, Хидиятуллин, О. Кузнецов (к), Горлукович, Зыгмантович, Алейников, Шалимов, Заваров (Лютый, 86), Протасов (Литовченко, 74), Добровольский. Предупреждения: Серрисела (51), Каниджиа (57), Марадона (70), Монсон (76), Зыгмантович (55). Удаление: Бессонов (52). |                                                                            |                                                                      |
| Аргентина | 2 : 0                                                                      | СССР                                                                 |
| Трольо 27' Бурручага 79' | Голы                                                                       |                                                                      |

Матч группового этапа ЧМ-1990
| 18 июня, 1990 | \| Камерун \| 0 : 4 \| СССР \| \| \| Голы \| Протасов 20' Зыгмантович 29' Заваров 52' Добровольский 62' \| | Стадион: Сан-Никола, Бари Зрителей: 37 300 Судья: Жозе Роберто Райт |
| Составы: Камерун: H'Koно, Татав, Онана, Н'Дип. Эбвелле, Мбоу, Кунде (Милла, 35), Кана Бийик, М'Феде, Маканаки (Пагаль, 56), Омам Бийик. СССР: Уваров, Горлукович, Хидиятуллин, О. Кузнецов, Демьяненко (к), Зыгмантович, Алейников, Литовченко (Яремчук, 72), Шалимов (Заваров, 46), Протасов, Добровольский. Предупреждения: Кана Бийик (61), Мила (66), Протасов (75). | |                                                                     |
| Камерун | 0 : 4 | СССР                                                                |
| | Голы | Протасов 20' Зыгмантович 29' Заваров 52' Добровольский 62'          |

Товарищеский матч
| 29 августа, 1990 | \| СССР \| 1 : 2 \| Румыния \| \| Михайличенко 71' \| Голы \| Лэкэтуш 13'-п. Лупеску 64' \| | Стадион: Центральный им. В.И. Ленина, Москва Зрителей: 15 000 Судья: Михал Листкевич |
| Составы: СССР: Еремин, Чернышов, Кульков, О. Кузнецов (Шалимов, 46), Долгов, Брошин (Колыванов, 59), Татарчук (В. Тищенко, 76), Канчельскис, Михайличенко (к), Протасов (Шмаров, 46), Добровольский. Румыния: Стеля, Д. Петреску, Сэндои, Редник, Клейн, Ротариу, Лупеску, Матеуц, И. Думитреску (Бадя, 85), Лэкэтуш, Рэдучою. Предупреждения: В. Тищенко, Лэкэтуш, Ротариу. |                                                                                             |                                                                                      |
| СССР | 1 : 2                                                                                       | Румыния                                                                              |
| Михайличенко 71' | Голы                                                                                        | Лэкэтуш 13'-п. Лупеску 64'                                                           |

Отборочный матч к ЧЕ-1992
| 12 сентября, 1990 | \| СССР \| 2 : 0 \| Норвегия \| \| Канчельскис 22' О.Кузнецов 60' \| Голы \| \| | Стадион: Центральный им. В.И. Ленина, Москва Зрителей: 23 000 Судья: Хуберт Форштингер |
| Составы: СССР: Уваров, Чернышов, Горлукович, О. Кузнецов, В. Тищенко (Кульков, 65), Шалимов, Михайличенко (к), Канчельскис, Гецко (Колыванов, 65), Протасов, Добровольский. Норвегия: Торстведт, Лудерсен, Т. Педерсен, Братсет, Халле, Берг (Э. Педерсен, 61), Альсен, Гульбрадсен, Я.И. Якобсен, Й. Андерсен, Фьёртофт (Дахлум, 65). Предупреждение: Й. Андерсен. |                                                                                 |                                                                                        |
| СССР | 2 : 0                                                                           | Норвегия                                                                               |
| Канчельскис 22' О.Кузнецов 60' | Голы                                                                            |                                                                                        |

Отборочный матч к ЧЕ-1992
| 3 ноября, 1990 | \| Италия \| 0 : 0 \| СССР \| | Стадион: Олимпийский, Рим Зрителей: 52 200 Судья: Марсель ван Лангенхове |
| Составы: Италия: Дзенга, Феррара, Мальдини, Барези, Ферри, Де Агостини, Криппа, Де Наполи, Скиллачи (Серена, 71), Манчини, Р. Баджо. СССР: Уваров, Чернышов, Кульков, Цвейба, Алейников, Шалимов, Михайличенко (к), Канчельскис, Гецко (Протасов, 69), Мостовой (Татарчук, 87), Добровольский. Предупреждения: Добровольский (51), Цвейба (76). |                               |                                                                          |
| Италия | 0 : 0                         | СССР                                                                     |

Товарищеский турнир (кубок Карибов)
| 21 ноября, 1990 | \| США \| 0 : 0 \| СССР \| | Стадион: Кингз Парк Овал, Порт-оф-Спейн Зрителей: 5 000 Судья: У. Стюарт |
| Составы: США: Додд, Армстронг, Бальбоа, Бэнкс, Клавиджо (Айхман, 75), Фрэзер, Крумпе, Уиндишман (Дэвек, 85), Экк (Мюррей, 46), Киннеар (Блисс, 73), Вермес. СССР: Уваров, Чернышов, Кульков, Цвейба (Д. Кузнецов, 46), Мох, Шалимов (Перепаденко, 46), Юран (Радченко, 46), Канчельскис, Колыванов (Гецко, 46), Мостовой (Татарчук, 46), Добровольский (к). |                            |                                                                          |
| США | 0 : 0                      | СССР                                                                     |

Товарищеский турнир (кубок Карибов)
| 23 ноября, 1990 | \| Тринидад и Тобаго \| 0 : 2 \| СССР \| \| \| Голы \| Шалимов 29' Цвейба 51' \| | Стадион: Кингз Парк Овал, Порт-оф-Спейн Зрителей: 7 000 Судья: Л. Сиряжесинг |
| Составы: Тринидад и Тобаго: Морис, Уильямс, Фостин, Моррис (Уотермэн, 46), К. Джонс, Ант. Томас (Скин, 81), Ал. Томас (к), Аллен (Чарлз, 57), Джеймерсон, Альфред (Нелсон, 46), П. Джонс. СССР: Черчесов, Чернышов, Кульков, Цвейба, Д. Кузнецов, Шалимов (Сидельников, 46), Юран (Гецко, 46), Перепаденко (Радченко, 60), Галямин, Мостовой (Татарчук, 46), Добровольский (к) (Колыванов, 46). |                                                                                  |                                                                              |
| Тринидад и Тобаго | 0 : 2                                                                            | СССР                                                                         |
| | Голы                                                                             | Шалимов 29' Цвейба 51'                                                       |

Товарищеский матч
| 30 ноября, 1990 | \| Гватемала \| 0 : 3 \| СССР \| \| \| Голы \| Мостовой 17' Добровольский 20' Колыванов 45' \| | Стадион: им. М. Флореса, Гватемала Зрителей: 20 000 Судья: X. Чинчилла Гонсалес |
| Составы: Гватемала: Р. Перес (Чуга, 46), Васкес (Мондес, 46), Батрис (Самора. 46), Контрерас, Сесельведо, Леон, X. Перес, Костанедо, Весфал (Ортега, 46), Чахон (Арриаса, 46), Родас. СССР: Черчесов, Чернышов, Кульков (Гецко, 46), Цвейба, Д. Кузнецов (Сидельников, 46), Шалимов, Юран (Галямин, 29), Перепаденко, Мох, Мостовой (Колыванов, 29), Добровольский (к). |                                                                                                |                                                                                 |
| Гватемала | 0 : 3                                                                                          | СССР                                                                            |
| | Голы                                                                                           | Мостовой 17' Добровольский 20' Колыванов 45'                                    |

## Неофициальные игры сборной
Товарищеский матч
| 9 октября, 1990 | \| СССР \| 3 : 0 \| Израиль \| \| Юран 3',80' Литовченко 21' \| Голы \| \| | Стадион: Центральный им. В.И. Ленина, Москва Зрителей: 1 000 Судья: Карл-Йозеф Ассенмахер |
| Составы: СССР: Черчесов (Еремин, 70), Галямин, Тимофеев, Цвейба, С. Оганесян (Саркисян, 46), Литовченко, Д. Кузнецов, Иванаускас, Татарчук (Пятницкий, 46), Юран, Гецко (Кудрицкий, 57). Израиль: Асайаг, Аарони, Бальбуль, Амар, Козошвили, Мальмилиан, Клингер, Давиди, Банин (Я. Коэн, 83), Атар, Левин (Мизрахи, 79). Предупреждение: Бальбуль. |                                                                            |                                                                                           |
| СССР | 3 : 0                                                                      | Израиль                                                                                   |
| Юран 3',80' Литовченко 21' | Голы                                                                       |                                                                                           |